# Гроссо
Гроссо, Ґроссо (італ. Grosso, п'єм. Gròss) — муніципалітет в Італії, у регіоні П'ємонт,  метрополійне місто Турин.
Гроссо розташоване на відстані близько 550 км на північний захід від Рима, 25 км на північний захід від Турина.
Населення — 1025 осіб (2014).
Щорічний фестиваль відбувається 19 березня. Покровитель — святий мученик Лаврентій.

## Демографія
Населення за роками:

Станом на 1 січня 2023 року в муніципалітеті офіційно проживали 52 іноземці з 6 країн, серед них 35 громадян країн Євросоюзу.

## Сусідні муніципалітети
- Коріо
- Маті
- Ноле
- Вілланова-Канавезе